# Pardosa nanica
Pardosa nanica là một loài nhện trong họ Lycosidae.
Loài này thuộc chi Pardosa. Pardosa nanica được Cândido Firmino de Mello-Leitão miêu tả năm 1941.